# Landtagswahlkreis Herford II – Minden-Lübbecke III
Der Landtagswahlkreis Herford II – Minden-Lübbecke III (Wahlkreis 91) ist ein Wahlkreis für die Landtagswahlen in Nordrhein-Westfalen. Er umfasst die Stadtteilen Dehme, Eidinghausen, Volmerdingsen, Werste und Wulferdingsen der Stadt Bad Oeynhausen aus dem Kreis Minden-Lübbecke, sowie Bünde, Kirchlengern, Löhne und Rödinghausen aus dem Kreis Herford.

## Landtagswahl 2022
Die Landtagswahl fand am 15. Mai 2022 statt. Christian Obrok wurde mit 37,5 % direkt in den Landtag gewählt. Die Wahlbeteiligung betrug 53 %.
| Direktkandidat  | Partei | Partei                | Erststimmen in % | Zweitstimmen in % |
| --------------- | ------ | --------------------- | ---------------- | ----------------- |
| Christian Bobka |        | CDU                   | 31,2             | 31,4              |
| Christian Obrok |        | SPD                   | 37,5             | 33,2              |
| Andrea Haack    |        | Bündnis 90/Die Grünen | 12,4             | 14,2              |
| Sven Schäffer   |        | FDP                   | 4,9              | 5,4               |
| Markus Wagner   |        | AfD                   | 7,7              | 7,7               |
| Seyhmus Günay   |        | Die Linke             | 2,4              | 2,2               |
| –               |        | Sonstige              | –                | 5,8               |

## Landtagswahl 2017
Die Landtagswahl fand am 14. Mai 2017 statt.  wurde mit 42,2 % direkt in den Landtag gewählt.
| Direktkandidat          | Partei | Partei                | Erststimmen in % | Zweitstimmen in % |
| ----------------------- | ------ | --------------------- | ---------------- | ----------------- |
| Christian Bobka         |        | CDU                   | 34,9             | 30,7              |
| Angela Lück             |        | SPD                   | 42,2             | 37,6              |
| Jörg Prätorius          |        | Bündnis 90/Die Grünen | 4,7              | 5,9               |
| Carsten Wollny          |        | FDP                   | 6,9              | 9,9               |
| Iwo Alexander Koslowsky |        | PIRATEN               | 1,4              | 0,9               |
| Werner Waal             |        | AfD                   | 5,8              | 7,7               |
| Philipp Tödtmann        |        | Die Linke             | 4,2              | 4,1               |
| –                       |        | Sonstige              | –                | 3,2               |